# George B. Cortelyou

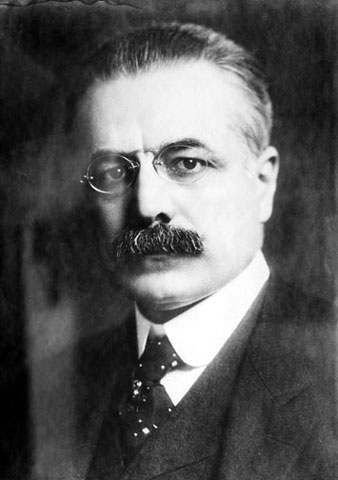
George B. Cortelyou

George Bruce Cortelyou (* 26. Juli 1862 in New York City; † 23. Oktober 1940 auf Long Island, New York) war ein US-amerikanischer republikanischer Politiker, Handels- und Arbeitsminister, Postminister (Postmaster General) und Finanzminister.

## Studium und berufliche Laufbahn
Nach der Schulausbildung absolvierte er zunächst ein Lehrerstudium am Westfield State College, das er 1882 mit einem Bachelor of Arts (B.A.) beendete. Danach erfolgte ein Studium der Rechtswissenschaften an der Georgetown University sowie der George Washington University. Nach Abschluss des Studiums war er zunächst als Lehrer tätig.
1891 trat er in den Postinspektionsdienst (U.S. Postal Inspection Service) ein und war zuerst ein Jahr Sekretär des Chefpostinspektors von New York. 1892 erfolgte seine Ernennung zum Sekretär des 4. Stellvertretenden Generalpostmeisters in Washington.

## Politische Laufbahn

### Sekretär der Präsidenten McKinley und Roosevelt
1895 wurde er auf Vorschlag von Generalpostmeister Wilson S. Bissell Bürovorsteher und Stenograph des damaligen US-Präsidenten Grover Cleveland.
Nach dem Ende der Amtszeit von Cleveland 1897 empfahl ihn dieser wiederum seinem Nachfolger William McKinley als Stellvertretender Sekretär. 1900 wurde er dann persönlicher Sekretär des Präsidenten. Als auf McKinley am 6. September 1901 ein Attentat verübt wurde, dessen Verletzungen er acht Tage später erlag, war Cortelyou unmittelbar anwesend und wurde vom Präsidenten sogar mit der Überbringung der Nachricht vom Attentat an die First Lady Ida McKinley beauftragt.
Unter McKinleys Nachfolger als Präsident, dem bisherigen Vizepräsidenten Theodore Roosevelt, wurde er auch dessen persönlicher Sekretär. Er war jedoch weit mehr als lediglich persönlicher Sekretär, sondern vielmehr einer der engsten und wichtigsten Berater des Präsidenten. So beauftragte Roosevelt ihn mit der Erarbeitung einer professionelleren Arbeitsweise im Weißen Haus. Insbesondere erfolgte unter seiner Verantwortung eine Regelung des Protokolls sowie eine Verbesserung der Öffentlichkeitsarbeit durch die Bereitstellung eines eigenen Arbeitsraums für Journalisten, kurze Presseinformationen und durch eine Zusammenstellung wichtiger Pressenachrichten für den Präsidenten.

### Handels-, Arbeits- und Postminister unter Präsident Roosevelt

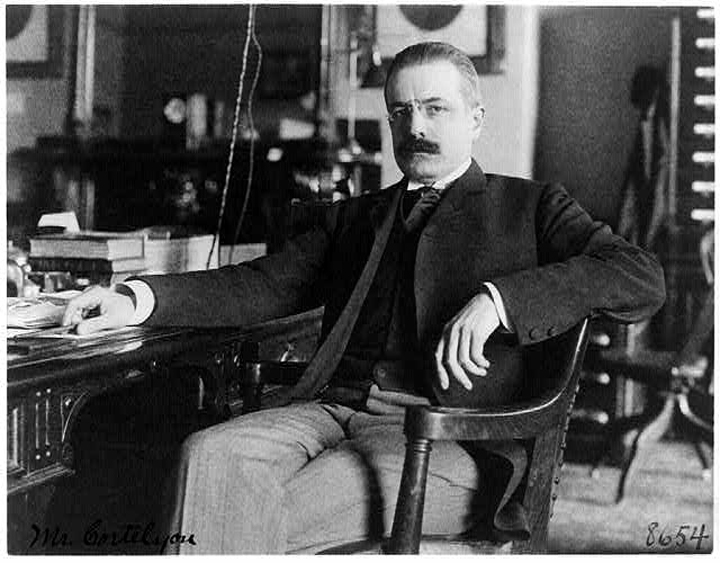
G. B. Cortelyou im Arbeitszimmer

Am 18. Februar 1903 berief ihn Präsident Roosevelt als ersten Handels- und Arbeitsminister in sein Kabinett. Dieses Amt übte er bis zu seiner Ablösung durch Victor H. Metcalf am 30. Juni 1904 aus.
Zwischen 1904 und 1907 war er Vorsitzender des Republican National Committee und trug dadurch auch zur erfolgreichen Wiederwahl von Präsident Roosevelt 1904 bei.
Am 6. März 1905 wurde er als Nachfolger von Robert J. Wynne selbst Postminister (Postmaster General). Dieses Amt übte er bis zum 15. Januar 1907 aus. Nachfolger wurde George von Lengerke Meyer. Während seiner Amtszeit baute er das lokale Postnetz aus und reduzierte das Defizit des Postministeriums drastisch.

### Finanzminister unter Roosevelt

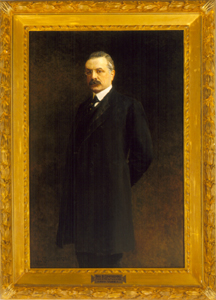
Porträt von G. B. Cortelyou im Finanzministerium

Anschließend wurde er am 4. März 1907 als Nachfolger von L. M. Shaw Finanzminister.
Während seiner Amtszeit kam es im Laufe des Jahres 1907 zu einer schweren Finanzkrise. Wie sein Vorgänger war auch er der Ansicht, dass Aufgabe des Finanzministers der Schutz des Bankensystems sei. Andererseits musste er anerkennen, dass das Finanzministerium nicht dazu ausgestattet war, die wirtschaftliche Stabilität aufrechtzuerhalten. Es gelang ihm jedoch, die Finanzkrise durch das Anlegen großer Depots von Regierungsfonds in Staatsbanken sowie den Kauf von Staatsanleihen abzumildern. Um zukünftige Krisen besser bewältigen zu können, trat Cortelyou für eine elastischere Währungspolitik und die Gründung einer Zentralbank ein. In seine Amtszeit fiel 1907 auch die Verabschiedung des Aldrich-Vreeland-Gesetzes, das die Ausgabe einer Sonderwährung in Krisenzeiten sowie die Einsetzung einer Nationalen Währungskommission (Monetary Commission) zur Gründung der Zentralbank vorsah.
Nach dem Ende der Amtszeit von Präsident Roosevelt am 4. März 1909 wechselte er in die Privatwirtschaft und war zuletzt Präsident der Consolidated Gas Company sowie der New York Gas Company.
Während des Zweiten Weltkrieges wurde am 21. November 1942 das Frachtschiff USS Cetus (AK-77) auf seinen Namen getauft.